# Grégoire Perra
Grégoire Perra, né le 9 août 1970 à Paris, est un lanceur d'alerte, ex-anthroposophe et ex-professeur en école Steiner-Waldorf. Il est l'un des principaux critiques de l'anthroposophie en France, adoptant une position d'apostat, et militant pour une reconnaissance de la « dérive sectaire » du mouvement et de l'endoctrinement qui serait dissimulé via les écoles Steiner.

## Biographie

### Jeunesse et carrière d'enseignant
Grégoire Perra est le fils de parents non-anthroposophes. En 1979, il est scolarisé en école Steiner-Waldorf où il demeure de ses 9 ans à ses 18 ans fréquentant d'abord l'école de Verrières-le-Buisson puis l'école Perceval de Chatou. Il fait ensuite des études de philosophie et de théâtre.
Il est professeur d’histoire-géographie à l'école Steiner de Verrières-le-Buisson dans les années 1990,.
En 2002-2003, il obtient un CAPES de philosophie et commence sa carrière d'enseignant à l'Éducation nationale. Parallèlement, il est employé à temps partiel à l'école Perceval de Chatou, d'abord comme professeur de philosophie puis de français et de théâtre. Durant ses années d'enseignement, il a des « doutes » et entame « un processus de réflexion et de critiques » vis-à-vis de l'anthroposophie et de la pédagogie Steiner. Il quitte l'école Perceval en mars 2007. Selon Rue89, « Grégoire Perra déclare avoir démissionné de son poste de professeur, au sein du deuxième établissement Steiner où il a enseigné, l’école Perceval de Chatou. Les détracteurs de l’enseignant estiment qu’il en a été écarté pour cause d’attouchements sexuels sur mineure. » Ces accusations sont répétées dans le cadre d'un procès pour diffamation initié par la Fédération Steiner à l'encontre de Perra, mais aucune plainte n'a semble-t-il été déposée contre lui.

### Adhésion puis démission de la Société anthroposophique en France
Grégoire Perra rejoint la Société anthroposophique en France en 1995 et collabore étroitement avec elle, écrivant plusieurs rapports de formation publiés par l'organe de presse officiel et animant des conférences jusqu'en 2010. Il est aussi rédacteur pour la revue anthroposophique L'esprit du temps. À cette époque, il se dit proche des directeurs de la Société anthroposophique en France ainsi que des membres de la Société anthroposophique universelle.
En 2009, à 39 ans, il quitte l'anthroposophie, diffuse un article « L’endoctrinement à l’anthroposophie dans les écoles Steiner-Waldorf » et se consacre à l'écriture d'un blog compilant des critiques attestant ou alléguant de dérives sectaires et de l'endoctrinement organisé selon lui par le mouvement et les écoles : La Vérité sur les écoles Steiner-Waldorf.

## Critiques de la pédagogie Steiner et de l'anthroposophie

### Écoles Steiner-Waldorf
Grégoire Perra critique de nombreuses facettes de la pédagogie Steiner dénonçant une exposition des enfants « aux idées pseudo-scientifiques de R. Steiner, parfois au travers de cérémonies quasi-religieuses » ainsi que l'initiation des élèves à la biodynamie, pratique agricole mystique déguisée en cours de sciences. Selon Perra, il existe des « spécificités langagières et pédagogiques » qui préparent « les anciens élèves à devenir des futurs parents de ces écoles, ou à accepter plus volontiers que d'autres la logique sectaire du milieu anthroposophique ».
Il dénonce également la non-vaccination de plusieurs enfants, évoquant le souvenir de son médecin scolaire qui faisait seulement semblant de procéder à la vaccination  des élèves : « Il préparait l'aiguille avec le sérum, mais ne piquait pas, et le sérum s'écoulait juste à côté ». Selon Perra, « les écoles Steiner-Waldorf se savent surveillées et demandent aux parents de choisir leur médecin de famille parmi les médecins anthroposophes. C'est donc lui qui va tenir aux parents un discours antivaccination, dans le secret de son cabinet ». Dans l'anthroposophie, « ésotérisme mystique et délirant » selon Perra, la maladie est vue comme un message divin lié au karma et à la réincarnation : « ainsi, un vaccin, en empêchant de faire une maladie que vous devez avoir dans cette vie, sera un handicap dans une prochaine incarnation, car il entrave un processus karmique ».

### Anthroposophie
En 2017, à la suite de l'entrée au gouvernement de Françoise Nyssen associée à l'ouverture de l'école Steiner le Domaine du possible, Grégoire Perra publie un article intitulé « Françoise Nyssen : les anthroposophes entrent au Gouvernement »,.
Invité d'un séminaire à Marseille en 2018, Charlie Hebdo rapporte des propos de « disciples » qu'a rencontrés Grégoire Perra : « Des jeunes filles à qui l’on interdit de prendre la pilule pour ne pas les couper du cycle cosmique, des malades soignés par la lumière qui filtrait à travers des vitraux rouges. J’ai même rencontré d’anciens adeptes de Steiner qui m’ont affirmé que leurs dermatos avaient refusé de traiter leurs grains de beauté parce qu’ils traduisaient l’imbécillité de leurs vies antérieures ».
Les nombreuses conférences et articles signés par Grégoire Perra attirent l'attention sur ce qu'il considère être des dérives sectaires liées à l'anthroposophie. En 2015, il indique lors d'une interview que « la médecine anthroposophique est dangereuse, non seulement par ses méthodes, mais aussi parce que l'anthroposophie est une doctrine qui rend fous ses adeptes »,. En 2019, Perra déclare au journal Le Point que « l'anthroposophie est une secte qui menace la société ». Interrogé en 2017 par Les Inrocks, le politologue Stéphane François critiquait néanmoins l'utilisation du terme « secte » pour qualifier l'anthroposophie : « Steiner avait une vision du monde construite, antiscientifique et irrationnelle, avec des discours qui peuvent choquer, mais les gens peuvent quitter et critiquer la société anthroposophique. Ce n’est pas comme la scientologie. Grégoire Perra n’est pas muselé. »

## Réception
Les propos et les alertes de Grégoire Perra sont relayés par de nombreux journaux et médias français comme France Info, Libération, Le Point, Le Monde diplomatique, Charlie Hebdo, Arte ou La Croix.
Les écoles Steiner visées par Perra se défendent quant à elles de toute dérive sectaire, et lui intentent plusieurs procès pour diffamation, qui sont tous gagnés par Grégoire Perra. Ce dernier déclare vivre ces multiples procès comme du « harcèlement ». 
Au sujet de la médecine anthroposophique, le rapport 2021 de la Miviludes qualifie le témoignage de Grégoire Perra d'« extrêmement précieux » en ce qu'il « permet de formuler une critique constructive d’une doctrine médicale qui repose davantage sur des considérations ésotériques que sur des fondements scientifiques. »

## Poursuites judiciaires et relaxes
En 2013, Grégoire Perra est poursuivi par la fédération des écoles Steiner-Waldorf pour diffamation à la suite de la publication d'un rapport à charge sur le site de l'Union nationale des associations de défense des familles et de l'individu (UNADFI) intitulé : « L'endoctrinement des élèves à l'Anthroposophie dans les écoles Steiner-Waldorf ». Il est relaxé le 24 mai 2013 par le tribunal de grande instance de Paris,, celui-ci ayant retenu sa bonne foi, et l'absence d'animosité dans le témoignage, tout en relevant que « le sérieux de l'enquête n'est pas utilement contesté par la partie civile ». La fédération des écoles ne fait pas appel.
En janvier 2019, il est à nouveau poursuivi pour diffamation par la fédération des écoles Steiner-Waldorf ainsi que par une enseignante d'une école Steiner de Verrières-le-Buisson à la suite d'articles à charge sur son blogue où il dénonce l'endoctrinement aux pseudosciences lors d'un voyage de classe sur le thème « minéralogie et astronomie » à laquelle est convié René Becker, le secrétaire général de la Société anthroposophique en France,. Grégoire Perra gagne ce procès en octobre 2019. L'enseignante et la fédération font appel, avant de se désister en octobre 2021.
Une autre plainte est déposée contre Grégoire Perra par l’association représentante des médecins anthroposophes (CNP MEP-SMA), pour diffamation et injure publique, à la suite de son article « Mon expérience de la médecine anthroposophique ». L'audience a lieu le 8 juillet 2021 au tribunal judiciaire de Strasbourg,. Le délibéré est rendu le 11 octobre 2021 : Grégoire Perra est à nouveau relaxé et la CNP MEP-SMA est condamnée à lui verser 10 000 € d'indemnisation et 15 000 € au titre l'article 700 du code de procédure civile. En effet, le tribunal estime qu'« il s'agit là d'une manière de tenter de faire taire M. Grégoire PERRA, et de s'économiser un débat public » et que « la lutte est inégale et dissymétrique, opposant d'un côté un mouvement transnational disposant de moyens humains et financier, de l'autre un individu seul — pouvant être fragilisé économiquement et psychologiquement — par les incessantes demandes de condamnations. » 

## Ouvrages
- Christophe Dekindt et Grégoire Perra, Du spirituel au cinéma : essai sur le cinéma d'action et l'occultisme contemporain, Éd. Pic de la Mirandole, 2008, 158 p. (ISBN 978-2-916089-09-6, BNF 41239480).
- Grégoire Perra, L’endoctrinement des élèves à l’Anthroposophie dans les écoles Steiner-Waldorf (2011) publié par l'UNADFI[24].
- Grégoire Perra, Ma vie chez les anthroposophes (2012) publié en ligne, accès libre[32].
- Grégoire Perra et Élisabeth Feytit, Une vie en anthroposophie: la face cachée des écoles Steiner-Waldorf, La Route de la Soie, 2020 (ISBN 979-10-97042-58-5, lire en ligne).